# Christian Hedemann

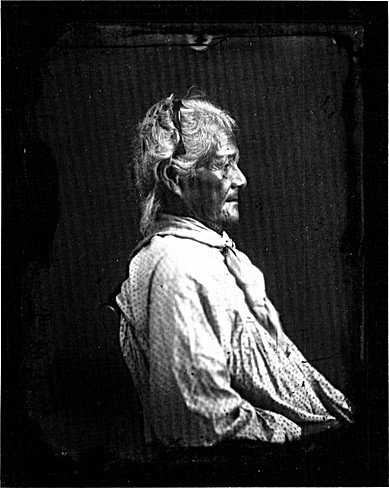
Christian Hedemann: Stará havajská žena (1883)

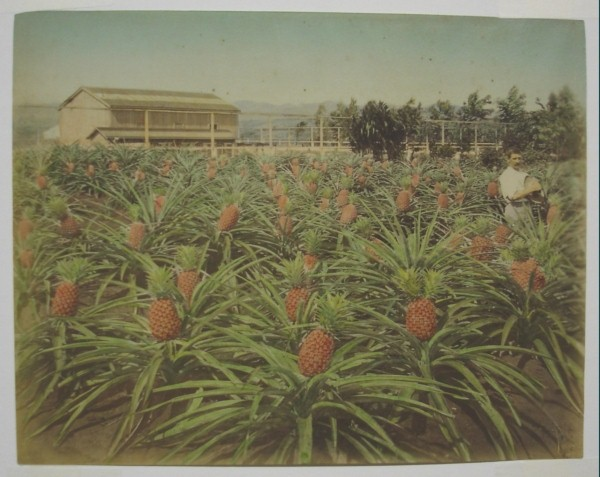
Christian Hedemann: Havajské ananasové pole, kolorováno, (1880–1890)

Christian Jacob Hedemann (25. května 1852 Flensburg Schleswig-Holstein – 18. května 1932 Honolulu) byl dánský strojní inženýr, který se v roce 1878 usadil na Havaji, kde pracoval na cukrové plantáži Hana Sugar Plantation a v železárnách Honolulu Iron Works. Je však připomínán především jako vášnivý amatérský fotograf, který pomohl založit havajský havajský fotografický klub Hawaiian Camera Club (1889–1893). Jeho fotografie domorodých národů, krajiny, rodin a průmyslu nabízí jedinečný obrazový záznam Havaje na konci 19. století.

## Život a dílo
Řadí se mezi nejstarších dánské umělce, kteří emigrovali do největší vzdálenosti od domova. Ačkoli absolvoval vzdělání v Dánsku, Kodaň opustil v roce 1878 a usadil se na Havaji. V první řadě pracoval jako strojní inženýr na cukrové plantáži Hana (Hana Sugar Plantation), ostrov Maui, později jako technický manažer v železárnách v Honolulu. Jako vášnivý amatérský fotograf pomohl založit havajský Camera Club (1889–1893). V roce 1903 se stal americkým občanem a v roce 1909 přijal jmenování dánského konzula. Jeho pozoruhodné fotografie havajské královské rodiny a společenských elit zůstávají v archivu jako jedny z prvních obrazových dokumentů před připojením Havaje k USA.

## Galerie

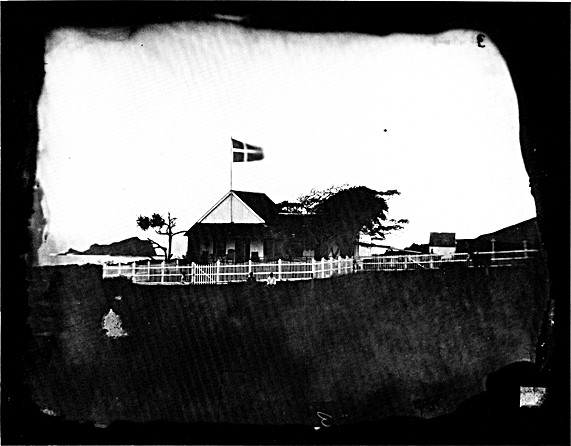
Christian Hedemann: The Hana home (1880)
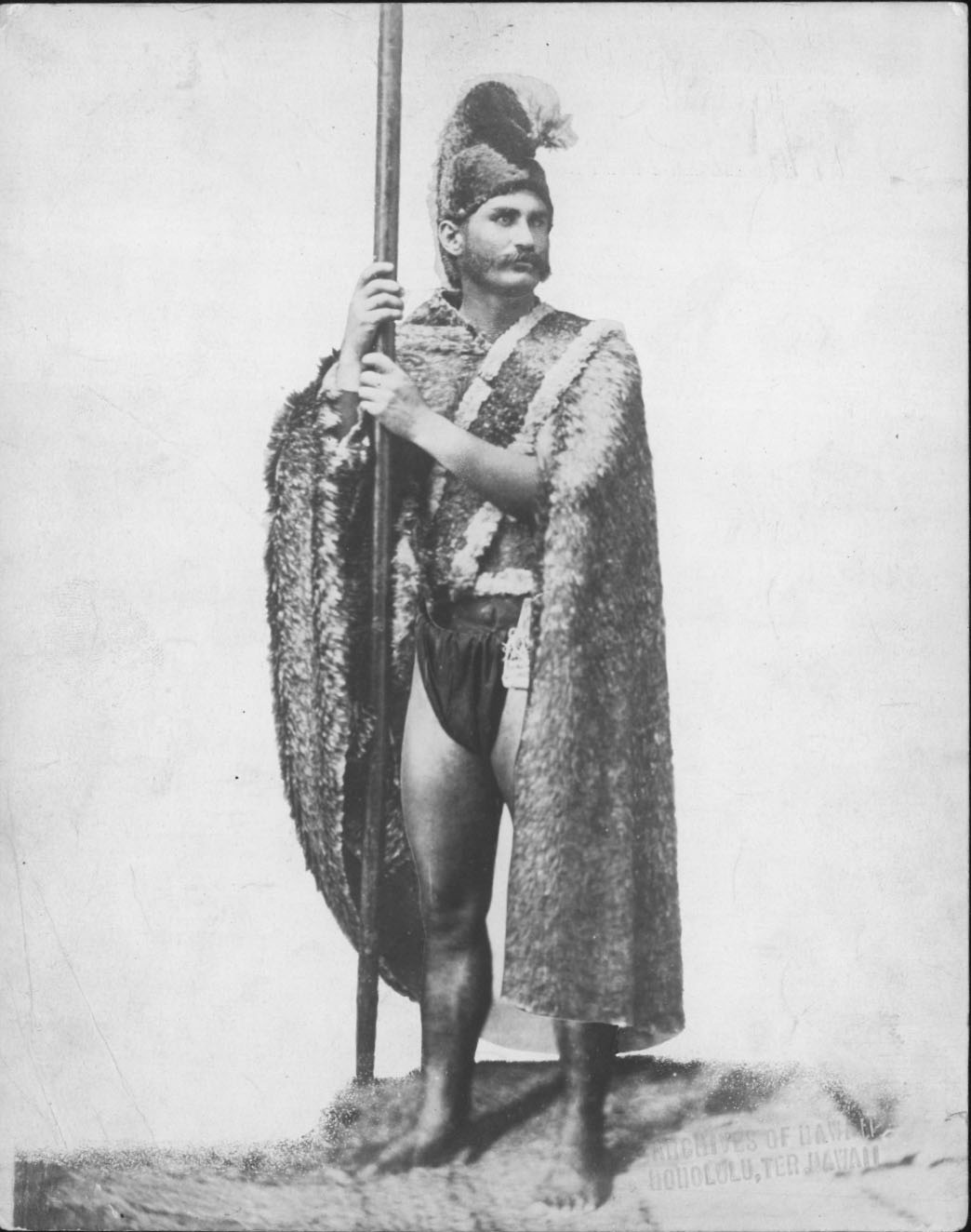
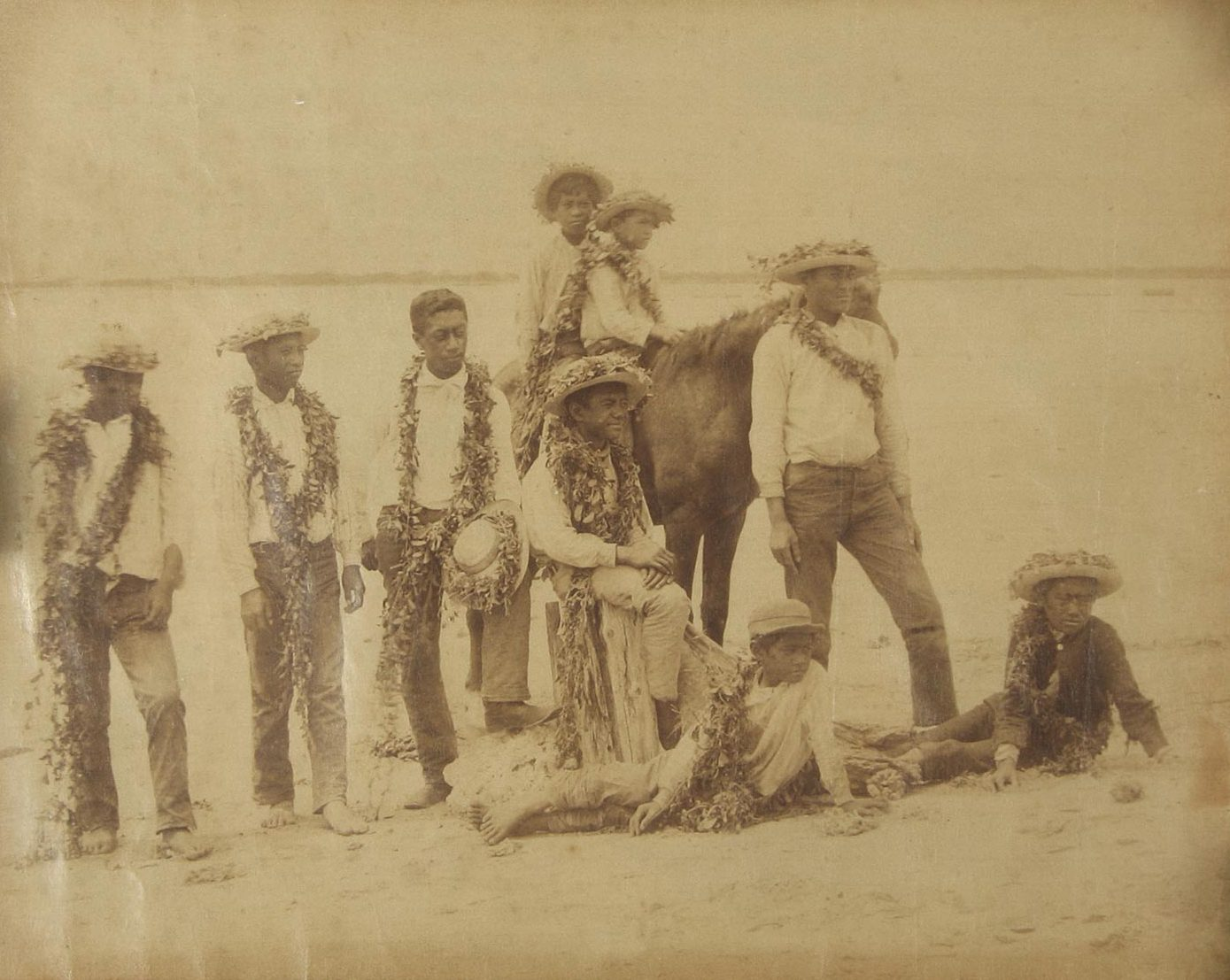
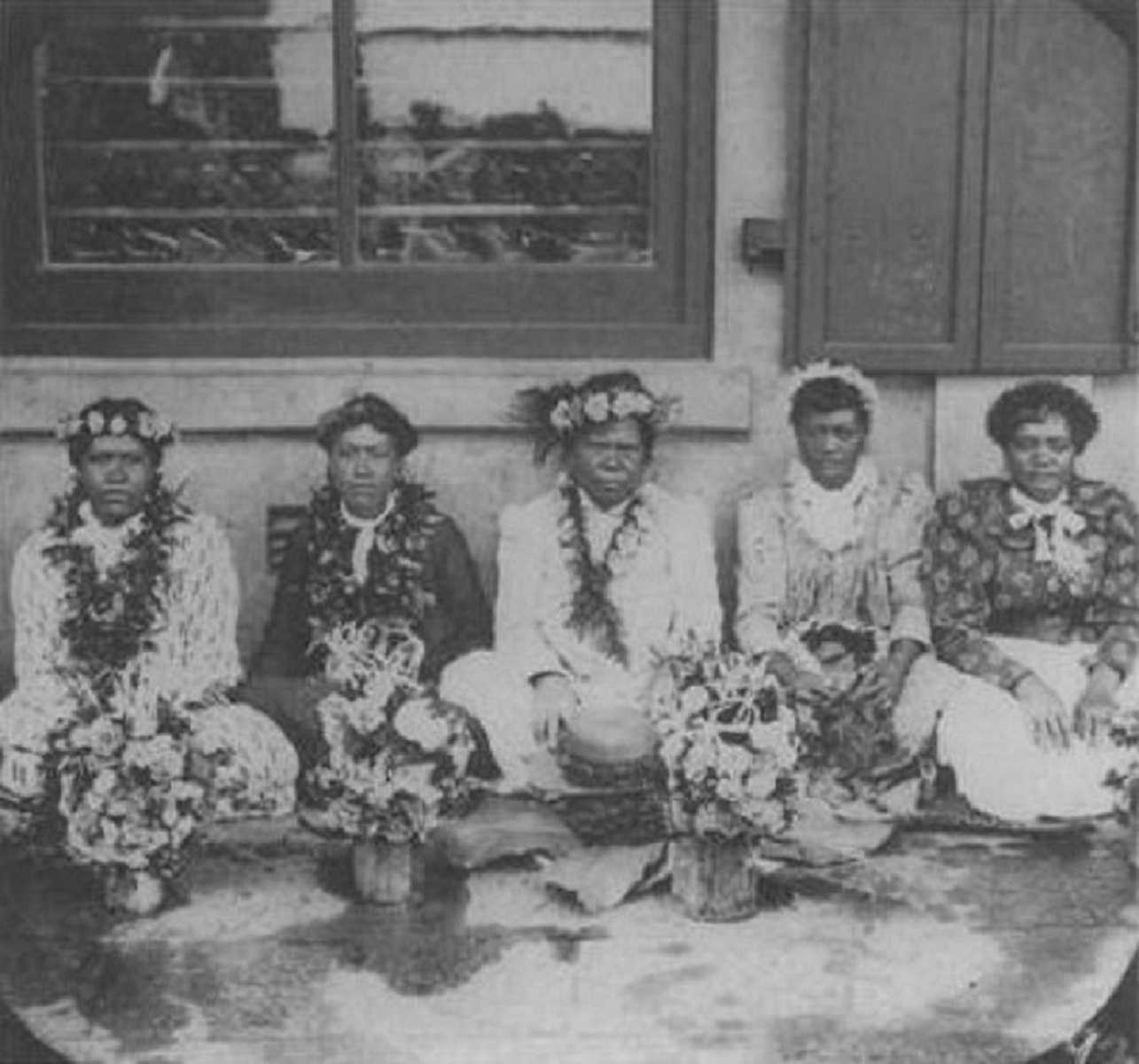